# افق (مستند علمی)
افق (انگلیسی: Horizon) یک مجموعه مستند علمی با اعتبار و شهرت بالا است که از سال ۱۹۶۴ تا اکنون، توسط کانال بی‌بی‌سی دو از تلویزیون بی‌بی‌سی (BBC) با موضوع دانش و فناوری پخش می‌شود.
بسیاری از قسمت‌های این مستند توسط شبکه ۴ صدا و سیمای ایران در برنامه «چهار سوی علم» به صورت دوبله‌شده پخش گردیده‌است.